# Carte des environs de Schönbrun et ceux de Laxemburg

Brequin-Karte Schönbrunn-Laxenburg von 1755

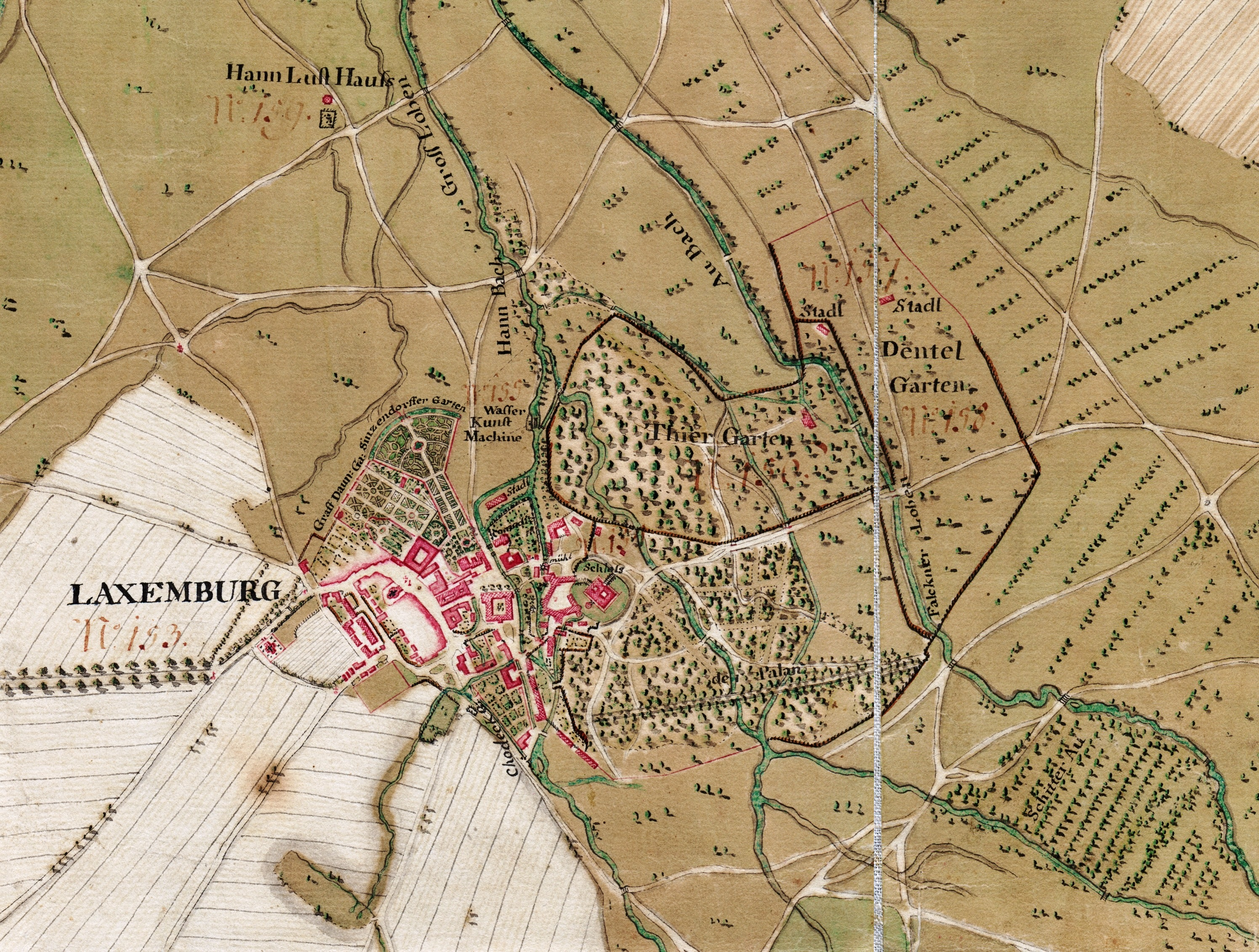
Detail: Schloss Laxenburg

Die Carte des environs de Schönbrun et ceux de Laxemburg ist eine Landkarte aus dem Jahr 1755. Sie wurde von Jean-Baptiste Brequin de Demenge im Auftrag von Kaiser Franz Stephan erstellt und bildet das Gebiet zwischen Schloss Schönbrunn und Laxenburg im Südwesten und Süden von Wien ab.

## Name
Der vollständige Name der Karte ist „Carte des environs de Schönbrun et ceux de Laxemburg, levée en Novembre et Décembre MDCCLIV et Avril MDCCLV par ordre de sa majesté imperiale et royale“.
Übersetzt bedeutet der Titel: „Karte der Umgebung von Schönbrunn und jener von Laxemburg, aufgenommen von November bis Dezember 1754 und April 1755 im Auftrage von Seiner kaiserlichen und königlichen Majestät“.

## Allgemeines
Ihre Darstellung geht weit über die direkte Verbindung von Schönbrunn und Laxenburg hinaus. Sie beginnt im Nordwesten Wiens bei Nussdorf  und reicht am Westrand des Wiener Beckens über die westlichen und südwestlichen Wiener Vororte Währing, Ottakring, Hütteldorf, Meidling, Speising, Lainz, Mauer, Atzgersdorf, Vösendorf, Inzersdorf und Liesing weiter nach Perchtoldsdorf, Mödling bis Traiskirchen, Münchendorf und Möllersdorf. Das Gebiet der Stadt Wien in ihren damaligen Grenzen (innerhalb des Linienwalls) ist allerdings nicht abgebildet, die entsprechende Fläche freigelassen. Nur Stephansturm und Belvedere sind verzeichnet.
Durch seine Entstehung Mitte des 18. Jahrhunderts gibt das Kartenwerk Details wieder, die in den folgenden Karten bereits nicht mehr berücksichtigt wurden. So z. B. ein palisadenumrahmtes Befestigungswerk südlich des Schlosses Schönbrunn, ungefähr im Gebiet des späteren Fasangartens und der noch später dort erbauten Kaserne.
Die Karte gehörte ursprünglich zum Bestand der Kartenabteilung der Albertina und kam von dort in die Kartensammlung der Österreichischen Nationalbibliothek. Sie war – wie großformatige Landkarten damals allgemein – bis in das 20. Jahrhundert mangels guter Reproduktionsmöglichkeiten wenig bekannt. 1936 wurde sie als „bisher unbekannt geblieben“ vorgestellt. 1980 ist sie im Katalog der Ausstellung zum 200. Todestag Maria Theresias nicht erwähnt.
Die Karte ist 2,22 m lang und 1,1 m breit. Sie besteht aus sechs Blättern, war zunächst anders geschnitten, was an geklebten Trennstellen erkennbar ist.
Sie ist ungefähr im Maßstab 1 Zoll = 150 Klafter gehalten, wobei mit Verzerrungen durch die damaligen Zeichen- und Messmethoden, aber auch durch das Papier zu rechnen ist und die Karte selbst leicht voneinander abweichende Maßstabsangaben enthält (der Maßstab im Oberteil gibt für 1000 Klafter 18,4 cm, jener im unteren Teil für 1000 Klafter 17,6 cm an). Die Unterschiede in diesen Angaben werden darauf zurückgeführt, dass mit unterschiedlichen Klafterlängen gearbeitet wurde (Fortifikationsklafter von 1,94918 m, Wiener Klafter von 1,8965 m, weiters wie in der Karte selbst erwähnt, Toises). Der Maßstab entspricht etwa 1:10.800.
Die Kompass-Rose zeigt, dass Norden ungefähr links ist (nicht oben wie bei modernen Karten).
Es wurde zur Diskussion gestellt, ob nicht von der Karte (zumindest) zwei Exemplare gezeichnet worden wären, weil das erhaltene Exemplar außer einem Rahmen keinen weiteren grafischen Schmuck enthält und für eine Karte, die für den Gebrauch der kaiserlichen Familie gedacht wäre, mehr Schmuckzeichnungen erwartet würden. Nachforschungen im österreichischen Staatsarchiv brachten aber keine Hinweise auf ein weiteres Exemplar der Karte. Es ist auch denkbar, dass die Karte tatsächlich nur im vorhandenen Original erstellt wurde, welches in erster Linie für den damals 14-jährigen Thronfolger Joseph gedacht war und dessen Wünschen (bzw. jenen seiner Erzieher) in Richtung einfacher, aber praktikabler Gestaltung entsprechen sollte.

## Trivia
Die Carte des environs de Schönbrun et ceux de Laxemburg wird als Vorläuferin der vier österreichischen Landesaufnahmen gesehen. Die erste davon, die Josephinische Landesaufnahme, wurde noch zu Lebzeiten von Jean-Baptiste Brequin de Demenge begonnen.

## Kartenschnitt
| Teil 1: Wien ist auf der Karte als weißer Fleck verzeichnet, nur der Turm vom Stephansdom scheint auf | Teil 2: Inzersdorf & Vösendorf           | Teil 3: Laxenburg und Umgebung          |
| Teil 4: Schloss Schönbrunn, Speising & Hütteldorf                                                     | Teil 5: Mauer, Enzersdorf & Siebenhirten | Teil 6: Mödling, Neudorf & Guntramsdorf |